# Hossam Abdelmaguid
Hossam Abdelmaguid Abdelsalam Abdelmaguid (in arabo حسام عبد المجيد‎?; 30 aprile 2001) è un calciatore egiziano, difensore dello Zamalek e della nazionale egiziana.

## Carriera

### Club
Abdelmaguid è cresciuto nel settore giovanile dello Zamalek, con cui ha debuttato il 6 settembre 2020 nell'incontro di Prima Lega vinto 1-0 contro l'El Gaish. Il 12 luglio 2022 ha segnato il suo primo gol decidendo l'incontro contro l'Al-Mokawloon terminato 1-0.

### Nazionale
Ha giocato nella nazionale egiziana Under-23.
Ha debuttato con la nazionale egiziana il 12 settembre 2023 nell'amichevole persa 3-1 contro la Tunisia.
Nel 2024 ha partecipato ai Giochi Olimpici.

## Statistiche

### Presenze e reti nei club
Statistiche aggiornate al 21 luglio 2024.
| Stagione        | Squadra         | Campionato      | Campionato | Campionato | Coppe nazionali | Coppe nazionali | Coppe nazionali | Coppe continentali | Coppe continentali | Coppe continentali | Altre coppe | Altre coppe | Altre coppe | Totale | Totale | Totale |
| Stagione        | Squadra         | Comp            | Pres       | Reti       | Comp            | Pres            | Reti            | Comp               | Pres               | Reti               | Comp        | Pres        | Reti        | Pres   | Reti   |        |
| --------------- | --------------- | --------------- | ---------- | ---------- | --------------- | --------------- | --------------- | ------------------ | ------------------ | ------------------ | ----------- | ----------- | ----------- | ------ | ------ | ------ |
| 2019-2020       | Zamalek         | 1L              | 2          | 0          | CE              | 0               | 0               |                    | -                  | -                  |             | -           | -           | 2      | 0      |        |
| 2020-2021       | Zamalek         | 1L              | 0          | 0          | CE              | 1               | 0               | CCL                | 0                  | 0                  |             | -           | -           | 1      | 0      |        |
| 2021-2022       | Zamalek         | 1L              | 11         | 2          | CE              | 2               | 1               | CCL                | 0                  | 0                  | SE          | 1           | 0           | 14     | 3      |        |
| 2022-2023       | Zamalek         | 1L              | 29         | 3          | CE              | 2               | 0               | CCL                | 9                  | 1                  | SE          | 0           | 0           | 40     | 4      |        |
| 2023-2024       | Zamalek         | 1L              | 16         | 0          | CE              | 0               | 0               | CCC                | 9                  | 0                  | CdC         | 3           | 0           | 28     | 0      |        |
| Totale carriera | Totale carriera | Totale carriera | 58         | 5          |                 | 5               | 1               |                    | 18                 | 1                  |             | 4           | 0           | 85     | 7      |        |

### Cronologia presenze e reti in nazionale
| Cronologia completa delle presenze e delle reti in nazionale ― Egitto | Cronologia completa delle presenze e delle reti in nazionale ― Egitto | Cronologia completa delle presenze e delle reti in nazionale ― Egitto | Cronologia completa delle presenze e delle reti in nazionale ― Egitto | Cronologia completa delle presenze e delle reti in nazionale ― Egitto | Cronologia completa delle presenze e delle reti in nazionale ― Egitto | Cronologia completa delle presenze e delle reti in nazionale ― Egitto | Cronologia completa delle presenze e delle reti in nazionale ― Egitto |
| Data                                                                  | Città                                                                 | In casa                                                               | Risultato                                                             | Ospiti                                                                | Competizione                                                          | Reti                                                                  | Note                                                                  |
| --------------------------------------------------------------------- | --------------------------------------------------------------------- | --------------------------------------------------------------------- | --------------------------------------------------------------------- | --------------------------------------------------------------------- | --------------------------------------------------------------------- | --------------------------------------------------------------------- | --------------------------------------------------------------------- |
| 12-9-2023                                                             | Il Cairo                                                              | Egitto                                                                | 1 – 3                                                                 | Tunisia                                                               | Amichevole                                                            | -                                                                     | 86’                                                                   |
| 19-11-2024                                                            | Il Cairo                                                              | Egitto                                                                | 1 – 1                                                                 | Botswana                                                              | Qual. Coppa d'Africa 2025                                             | -                                                                     | 59’                                                                   |
| Totale                                                                |                                                                       | Presenze                                                              | 2                                                                     |                                                                       | Reti                                                                  | 0                                                                     |                                                                       |

## Palmarès

### Club

#### Competizioni nazionali
- Campionato egiziano: 2

Zamalek: 2020-2021, 2021-2022
- Coppa d'Egitto: 1

Zamalek: 2020-2021

#### Competizioni internazionali
- Coppa della Confederazione CAF: 1

Zamalek: 2023-2024
- Supercoppa CAF: 1

Zamalek: 2024